# NGC 5130
NGC 5130 (другие обозначения — MCG -2-34-44, PGC 46866) — линзообразная галактика (S0) в созвездии Дева.
Этот объект входит в число перечисленных в оригинальной редакции «Нового общего каталога».